# Sieriedniewo (rejon mieżdurieczeński)
Sieriedniewo (ros. Середнево) – wieś w Rosji, w rejonie mieżdurieczeńskim obwodu wołogodzkiego. W 2021 r. była niezamieszkana.